# کندانسور (نور)

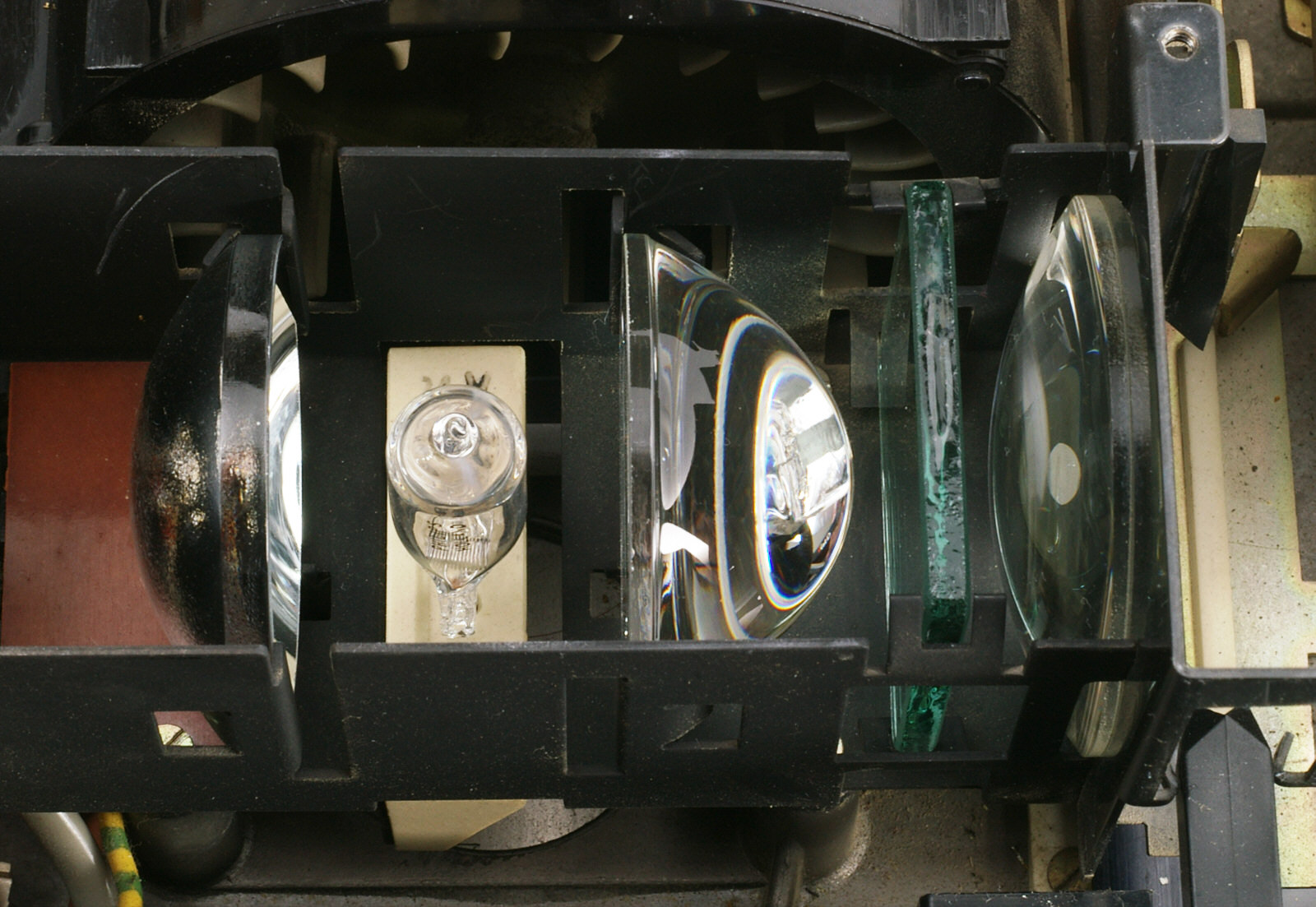
کندانسور یک اسلاید پروژکتور

کُندانسور (به انگلیسی: Condenser) یک عدسی دوتایی است، که برای واگرایی پرتوهای نوری (ایجاد پرتوهای موازی) که از یک منبع نور نقطه‌ای ساطع شده است، بکار می‌رود.

## موارد استفاده

یک کندانسور در اسلاید پروژکتور

کندانسور بخشی ضروری از هر دستگاه تصویر برداری از قبیل آگراندیسور، اسلاید پروژکتور، میکروسکوپ، و تلسکوپ است.